# Pronunciamiento d'Elío
Pour les articles homonymes, voir Elio (homonymie).

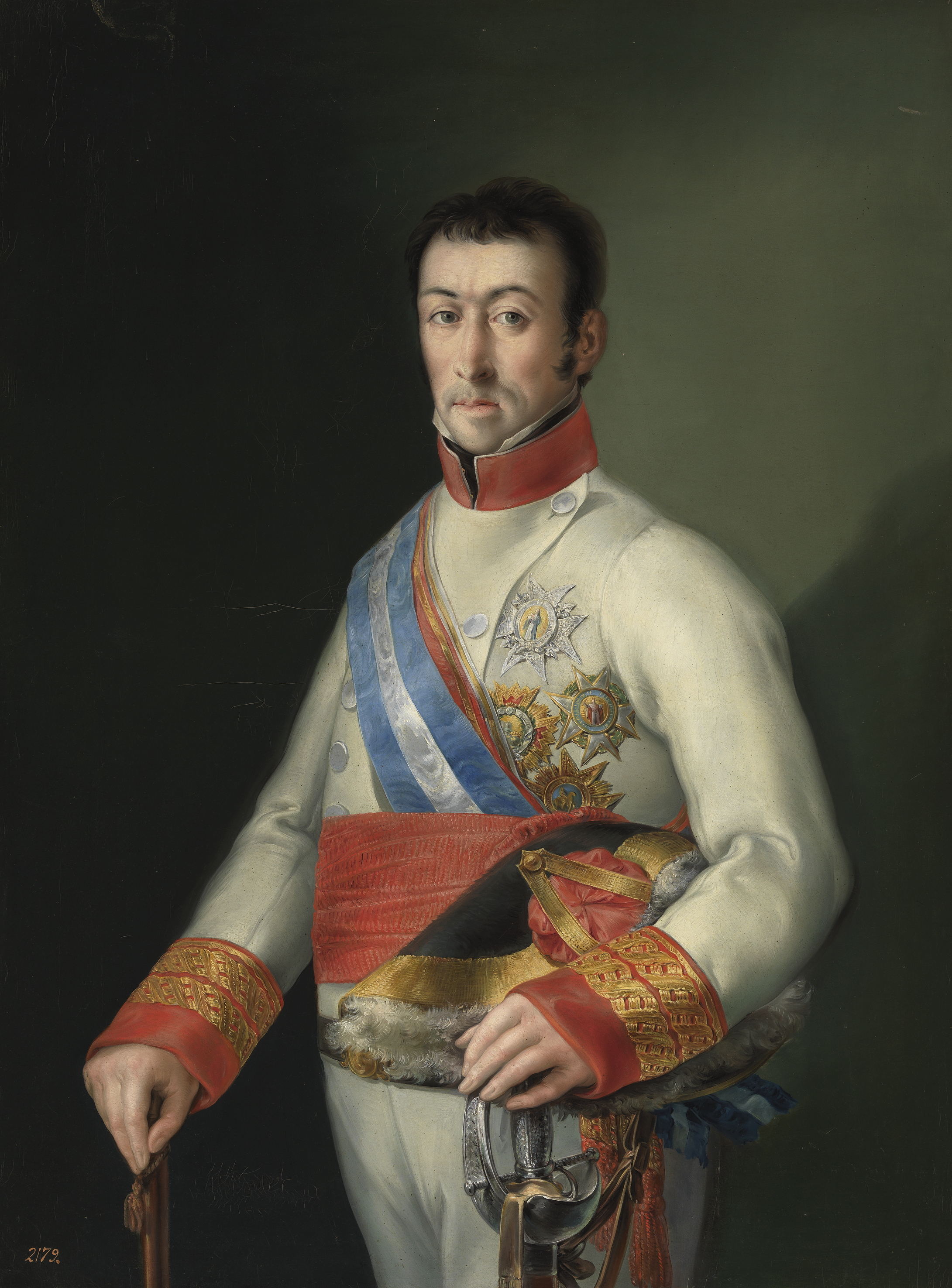
Portrait du général Francisco Javier de Elío vers 1815 par Miguel Parra Abril (musée du Prado).

Le pronunciamiento d'Elío est un pronunciamiento mené par le général Francisco Javier de Elío autour du 16 avril 1814 à Valence, qui restaure la Monarchie absolutiste en Espagne en la personne du roi Ferdinand VII, alors que celui-ci revient d’exil à la fin de la guerre d’indépendance contre la France napoléonienne,.
Il est souvent considéré comme le premier pronunciamiento de l'histoire,. Quelques auteurs, comme Gabriel Cardona (es), ne le considèrent néanmoins pas comme tel.